# Natació al Campionat del Món de natació de 2013 – 1.500 metres lliures masculí
Els 1.500 metres lliures masculí es van celebrar entre el 3 i 4 d'agost de 2013 al Palau Sant Jordi a Barcelona.

## Rècords
Els rècords del món abans de començar la prova:
| Rècord del món       | Lin Zhang, R.P. de la Xina | 14:31.02 | Londres, Regne Unit | 4 d'agost de 2012    |
| Rècord del campionat | Lin Zhang, R.P. de la Xina | 14:34.14 | Xangai, Xina        | 31 de juliol de 2011 |

## Resultats
NR: Rècord Nacional 

### Sèries[1]
| Posició | Sèrie | Carrer | Nom                  | País            | Temps    | Notes |
| ------- | ----- | ------ | -------------------- | --------------- | -------- | ----- |
| 1       | 4     | 4      | Sun Yang             | R.P. de la Xina | 14:54.65 | Q     |
| 2       | 3     | 4      | Ryan Cochrane        | Canadà          | 14:55.15 | Q     |
| 3       | 2     | 5      | Connor Jaeger        | Estats Units    | 14:56.62 | Q     |
| 4       | 4     | 5      | Gregorio Paltrinieri | Itàlia          | 14:57.15 | Q     |
| 5       | 3     | 8      | Pál Joensen          | Illes Fèroe     | 14:57.76 | Q     |
| 6       | 3     | 5      | Jordan Harrison      | Austràlia       | 14:58.62 | Q     |
| 7       | 4     | 6      | Michael McBroom      | Estats Units    | 14:59.73 | Q     |
| 8       | 3     | 3      | Daniel Fogg          | Regne Unit      | 15:00.48 | Q     |
| 9       | 2     | 6      | Ayatsugu Hirai       | Japó            | 15:03.45 |       |
| 10      | 4     | 3      | Mateusz Sawrymowicz  | Polònia         | 15:06.45 |       |
| 11      | 2     | 4      | Oussama Mellouli     | Tunísia         | 15:07.89 |       |
| 12      | 2     | 2      | Yohsuke Miyamoto     | Japó            | 15:09.21 |       |
| 12      | 3     | 2      | Gergely Gyurta       | Hongria         | 15:09.21 |       |
| 14      | 4     | 1      | Pawel Furtek         | Polònia         | 15:13.88 |       |
| 15      | 4     | 0      | Matias Koski         | Finlàndia       | 15:13.97 |       |
| 16      | 2     | 1      | Marc Sánchez         | Catalunya       | 15:13.98 |       |
| 17      | 2     | 9      | Devon Brown          | Sud-àfrica      | 15:14.51 |       |
| 18      | 3     | 6      | Serhiy Frolov        | Ucraïna         | 15:17.47 |       |
| 19      | 2     | 3      | Gabriele Detti       | Itàlia          | 15:18.04 |       |
| 20      | 3     | 9      | Richárd Nagy         | Eslovàquia      | 15:22.20 | NR    |
| 21      | 4     | 7      | Gergő Kis            | Hongria         | 15:23.26 |       |
| 22      | 4     | 8      | Sören Meißner        | Alemanya        | 15:23.33 |       |
| 23      | 2     | 8      | Enzo Vial-Collet     | França          | 15:23.92 |       |
| 24      | 3     | 7      | Hao Yun              | R.P. de la Xina | 15:24.63 |       |
| 25      | 4     | 2      | Will Brothers        | Canadà          | 15:24.74 |       |
| 26      | 3     | 1      | Ahmed Akaram         | Egipte          | 15:27.60 |       |
| 27      | 3     | 0      | Esteban Enderica     | Equador         | 15:27.90 |       |
| 28      | 1     | 6      | Mateo de Angulo      | Colòmbia        | 15:30.59 | NR    |
| 29      | 1     | 5      | Uladzimir Zhyharau   | Belarús         | 15:30.65 |       |
| 30      | 1     | 4      | Ediz Yıldırımer      | Turquia         | 15:38.46 |       |
| 31      | 4     | 9      | Alejandro Gómez      | Veneçuela       | 15:38.78 |       |
| 32      | 2     | 0      | Arturo Pérez Vertti  | Mèxic           | 15:41.38 |       |
| 33      | 1     | 3      | Kevin Yeap           | Malàisia        | 15:46.72 |       |
| 34      | 2     | 7      | Martin Naidich       | Argentina       | 15:56.17 |       |
| 35      | 1     | 2      | Matthew Lowe         | Bahames         | 16:07.53 | NR    |

### Final[2]
| Posició | Carrer | Nom                  | País            | Temps    | Notes |
| ------- | ------ | -------------------- | --------------- | -------- | ----- |
| 1       | 3      | Sun Yang             | R.P. de la Xina | 14:41.15 |       |
| 2       | 5      | Ryan Cochrane        | Canadà          | 14:42.48 |       |
| 3       | 6      | Gregorio Paltrinieri | Itàlia          | 14:45.37 | NR    |
| 4       | 4      | Connor Jaeger        | Estats Units    | 14:47.96 |       |
| 5       | 1      | Michael McBroom      | Estats Units    | 14:53.95 |       |
| 6       | 7      | Jordan Harrison      | Austràlia       | 15:00.44 |       |
| 7       | 2      | Pál Joensen          | Illes Fèroe     | 15:03.10 |       |
| 8       | 8      | Daniel Fogg          | Regne Unit      | 15:05.92 |       |